# Фридрих фон Байхлинген-Ротенбург
Фридрих (IV) фон Байхлинген-Ротенбург (на немски: Friedrich (IV) Graf von Beichlingen-Rotenburg; † 1349/1356) от графския род Нортхайми е граф на Байхлинген-Ротенбург-Бенделебен.
Той е син на граф Герхард I фон Байхлинген († 1324/1329) и съпругата му фон Вернигероде, дъщеря на граф Албрехт V фон Вернигероде († 1320/1323) и първата му съпруга. Внук е на граф Фридрих VI фон Байхлинген-Ротенбург, бургграф на Кифхаузен († 1313) и Луитгард фон Кверфурт († 1294), дъщеря на Герхард II фон Кверфурт († сл. 1300) и графиня Луитгард фон Регенщайн († сл. 1274). Племенник е на граф Фридрих (II) фон Байхлинген († 1331/1333).
Брат е на Албрехт фон Байхлинген († 1367), господар на Брюкен, и Герхард II фон Байхлинген († сл. 1362), господар на Брюкен и Кранихфелд.

## Фамилия
Фридрих фон Байхлинген-Ротенбург се жени пр. 1 май 1339 г. за Рихца фон Хонщайн-Зондерсхаузен († сл. 1386), дъщеря на граф Хайнрих V фон Хонщайн-Зондерсхаузен († 1356) и принцеса Матилда фон Брауншвайг-Люнебург-Гьотинген († 1357), дъщеря на херцог Албрехт II фон Брауншвайг-Волфенбютел-Гьотинген († 1318) и Рикса фон Верле († 1317). Те имат децата:
- Хайнрих V фон Байхлинген-Ротенбург († пр. 9 юли 1366), женен за София фон Гера († 1377), дъщеря на Хайнрих V фон Гера († 1377) и графиня Мехтилд фон Кефернбург († 1376)
- Герхард III фон Байхлинген-Ротенбург († сл. 1394), господар на Байхлинген-Ротенбург-Бенделебен и Либенщайн, женен за Ирмгард фон Регенщайн († 10 май 1414), дъщеря на граф Улрих VII фон Регенщайн († 8 януари 1375) и втората му съпруга Регнилда фон Волденберг.
- Ода фон Байхлинген († ок. 1356), омъжена пр. 1363 г. за Албрехт VIII фон Хакеборн († сл. 1412)
- Албрехт фон Байхлинген († 9 април 1371), титулар епископ на Хипо (1339 – 1367)